# Vạn Thọ, Đại Từ
Vạn Thọ là một xã cũ thuộc huyện Đại Từ, tỉnh Thái Nguyên, Việt Nam.

## Địa lý
Xã Vạn Thọ nằm ở phía nam huyện, giáp với hồ Núi Cốc, có vị trí địa lý:
- Phía đông giáp thành phố Phổ Yên
- Phía tây và phía nam giáp xã Ký Phú
- Phía bắc giáp xã Lục Ba và xã Tân Thái.

Xã Vạn Thọ có diện tích 8,43 km², dân số là 3.386 người, mật độ dân số đạt 402 người/km².
Năm 2024, xã Vạn Phú được thành lập khi hợp nhất toàn bộ 8,48 km² và 4.102 người của xã Vạn Thọ và toàn bộ 18,19 km² và 8.916 người của xã Ký Phú.

## Lịch sử
Sau năm 1975, Vạn Thọ là một xã thuộc huyện Đại Từ.
Đến năm 2019, xã Vạn Thọ được chia thành 12 xóm, gồm 10 xóm đánh số từ 1 tới 10 và 2 xóm: Vai Say, Chăn Nuôi.
Ngày 23 tháng 7 năm 2019, sáp nhập xóm Vai Say vào xóm 1.
Ngày 11 tháng 12 năm 2019, sáp nhập xóm 10 vào xóm 9.

## Hành chính
Xã Vạn Thọ được chia thành 10 xóm: 1, 2, 3, 4, 5, 6, 7, 8, 9, Chăn Nuôi.